# Widerstand (Politik)

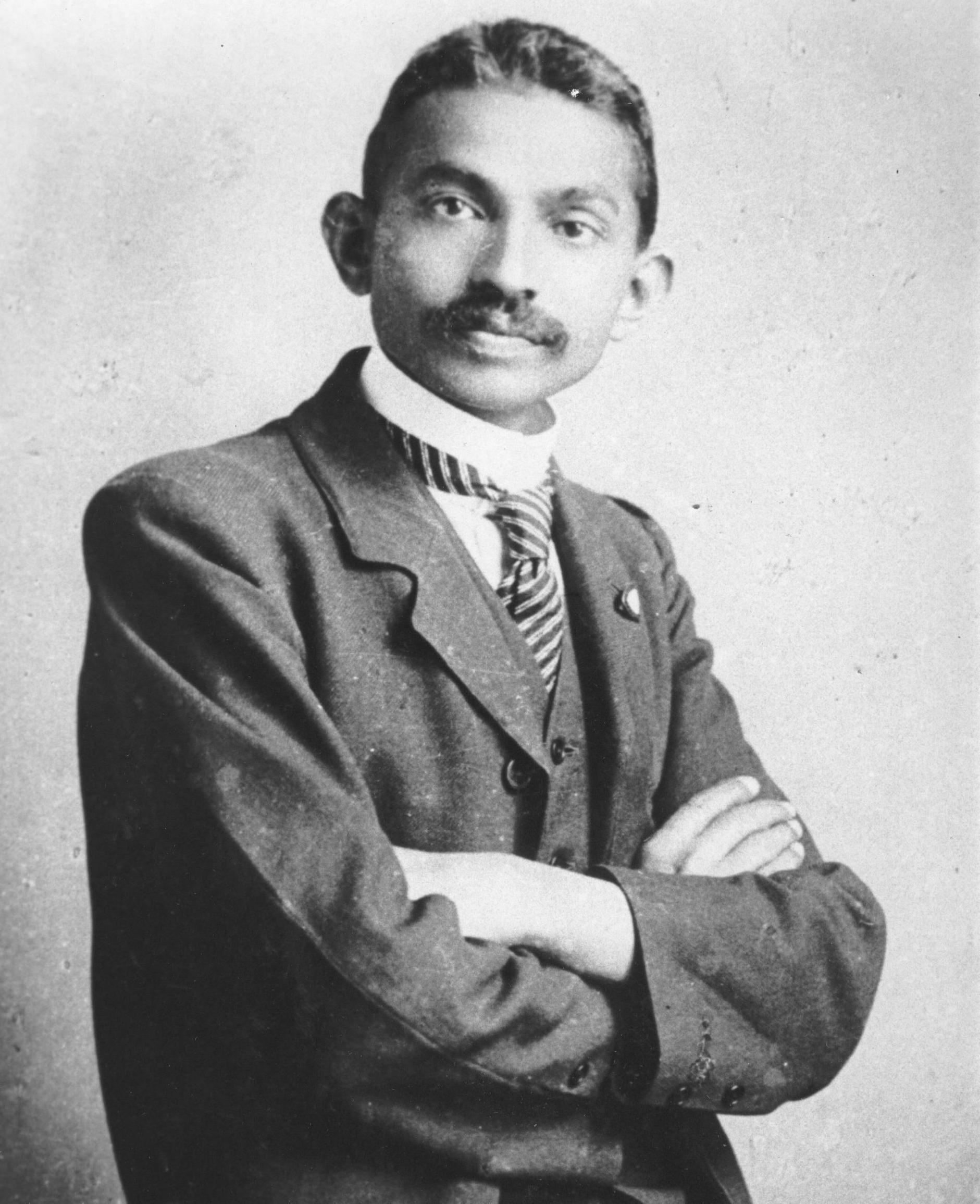
Der Rechtsanwalt Mohandas Karamchand Gandhi (hier 1906) kämpfte mit friedlichen Mitteln für die Rechte der indischen Minderheit im britischen Südafrika und führte später Indien in die Unabhängigkeit vom Britischen Königreich.

Als Widerstand wird die Verweigerung des Gehorsams oder das aktive oppositionelle Handeln gegenüber der Obrigkeit oder der Regierung bezeichnet.
Dabei ist es zunächst von nachgeordneter Bedeutung, ob die Machthaber, gegen die Widerstand geleistet wird, die Herrschaft legal, legitim oder aber illegal ausüben. Bewertungen wie „gerechtfertigter Widerstand“, Ziele und Mittel des Widerstands, moralische und rechtliche Belange setzen einen Betrachter-Standpunkt voraus: es kommt darauf an, von wem, an welchem Ort und zu welcher Zeit die Bewertung vorgenommen wird. Der Widerständige wird den Widerstand immer anders bewerten als der, gegen den sich der Widerstand richtet. Letzterer aber ist in der Regel die „Obrigkeit“, die gleichzeitig die Definitionsmacht über Recht und Gesetz innehat. Widerstand befindet sich entsprechend außerhalb der gesetzten Ordnung.

## Hintergrund und Abgrenzung
Widerstand als Form der gesellschaftlichen und politischen Auseinandersetzung ist in der politischen Kultur Europas schon seit der Antike verankert. In fast allen Gesellschaftsformen bestand oder besteht ein Konsens, dass Widerstand in bestimmten Fällen notwendig und legitim sein kann. In konkreten Fällen gehen die Meinungen darüber zuweilen auseinander.
Widerstand ist von der Revolution abzugrenzen, weil er nicht grundsätzlich auf die Neuformierung der gesellschaftlichen Ordnung abzielt. So kann unter Umständen die Wiederherstellung eines alten Rechts oder einer aufgehobenen Rechtsordnung das zentrale Anliegen sein. Dennoch kann eine als Widerstand begonnene Bewegung in einer Revolution münden.

## Ziele
Von der Zielsetzung her unterscheidet man:
1. den Widerstand, der gegen das als ungerecht empfundene politische Handeln einer legalen, legitimen oder anerkannten Obrigkeit gerichtet ist und auf die Wiederherstellung des Status quo ante (lat.: der vorherige Zustand), d. h. des Rechts, zielt,
2. den Widerstand, der sich gegen die Form der Herrschaft richtet und auf die Beseitigung bzw. Absetzung[1] einer Person (siehe auch Amtsenthebung), einer Obrigkeit, einer Regierung oder eines illegalen Regimes gerichtet ist.

## Formen

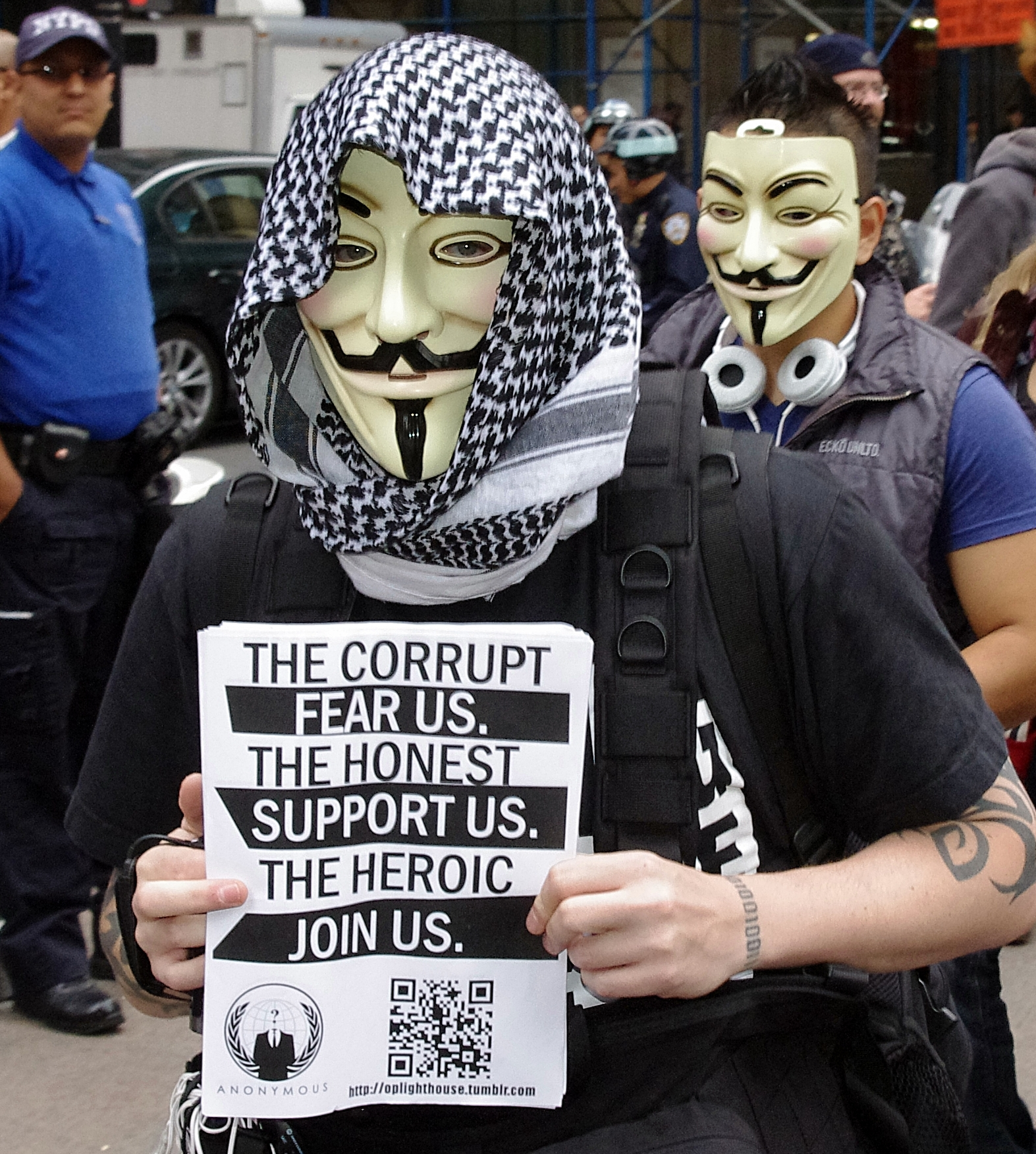
Die anonyme Aktivistengruppe Anonymous begründete eine neue Form des politischen Widerstands, die erst durch das Internet möglich wurde.

Die Formen des Widerstands sind unterschiedlich und hängen in hohem Maße von den herrschenden gesellschaftlichen Verhältnissen und Regeln ab. So wird zum Beispiel unterschieden zwischen passivem und aktivem Widerstand, wobei Ersterer den gewaltlosen Widerstand, Zweiterer den militanten, gewaltsamen Widerstand meint.
Formen des Widerstands sind beispielsweise die innere Emigration, ziviler Ungehorsam, gewaltloser Widerstand, Spaßguerilla, direkte Aktion und gewaltsame Auseinandersetzungen mit der Obrigkeit oder der Staatsmacht. Der Fall des gewaltsamen Widerstands stellt für die Ausübenden zumeist ein ethisches Dilemma dar. Bertolt Brechts Gedicht An die Nachgeborenen beschreibt dieses Dilemma mit dem Satz: „Ach, wir, die wir den Boden bereiten wollten für Freundlichkeit, konnten selber nicht freundlich sein.“ Eine extreme Form des gewaltsamen Widerstandes stellt der Terrorismus dar.
Widerstand kann sowohl individuell, kollektiv oder hierarchisch organisiert sein. Die Organisation des Widerstands in und durch Gruppen wird als Widerstandsbewegung bezeichnet.

## Widerstand in rechtlicher, alltäglicher und soziologischer Betrachtung

### Widerstandsrecht im Grundgesetz
Das Widerstandsrecht nach Artikel 20 Absatz 4 des Grundgesetzes verbürgt jedem Deutschen das Recht, gegen jedermann Widerstand zu leisten, der es unternimmt, die im Grundgesetz verankerte freiheitliche demokratische Grundordnung außer Kraft zu setzen.

### Widerstand als Alltagsbegriff
1. Weiter Begriff: Widerstand ist der Angriff auf Macht- und Herrschaftsverhältnisse, er richtet sich also vor allem gegen den Staat, gegen Regierungen, gegen jede Form von Autorität. In dieser Definition ist jegliche Form des Nicht-Handelns gegen Staat und Autorität, von Steuerhinterziehung bis Terrorismus, enthalten.
2. Allgemeiner Begriff: „Wo Unrecht zu Recht wird, wird Widerstand zur Pflicht“. Diese Bertolt Brecht zugeschriebene Parole wurde Anfang der 1970er Jahre in der Anti-AKW-Bewegung gegen das geplante Kernkraftwerk Wyhl populär. Der Satz wurde aufgrund seiner allgemeinen Bedeutung von den verschiedensten sozialen Bewegungen, aber auch von der NPD, der Werbebranche oder dem Bund der Steuerzahler angewendet.
3. Individueller Begriff: Widerstand ist das Aufbegehren der Un-Mächtigen gegen die Mächtigen, mit einer Utopie für eine gerechte Gesellschaft, an der sich auch die eigenen Handlungen messen lassen müssen. In dieser Definition stehen die individuellen Utopien von gerechter Gesellschaft und die Moral eines Jeden einer allgemeinen Fassung des Begriffs entgegen.

### Widerstand im Völkerrecht
Im Völkerrecht gelten Kriterien wie ein fortwährender bewaffneter Kampf, Widerstand von Staaten oder zwischenstaatlichen Organisationen (z. B. der Vereinten Nationen) gegen eine Annexion und vor allem der fortlaufende Wille der Bevölkerung des gefährdeten Staates als maßgeblich für deren Nichtigkeit. Da Österreich nach diesen Maßstäben nach dem „Anschluss“ an das nationalsozialistische Deutschland 1938 keinen Widerstand leistete, nehmen deutsche Staatsrechtler an, dass seine Staatlichkeit zu dieser Zeit „erloschen“ war. Gleiches gilt für Abessinien nach seiner Niederlage im Krieg gegen Italien 1935/36 und die baltischen Staaten 1940 nach ihrer Besetzung durch die Wehrmacht im Zweiten Weltkrieg.
Im Unterschied dazu wurde etwa im besetzten Polen effektiv Widerstand geleistet und polnische Verbände beteiligten sich an Kampfhandlungen gegen deutsche Soldaten, weshalb die Staatengemeinschaft von einer Fortexistenz des polnischen Staates 1939–1945 ausgeht und selbiger nicht als ausgelöscht gilt.

### Widerstand als kulturtheoretischer Begriff
Paul Willis, englischer Soziologe und Vertreter der Kulturtheorie bezeichnet Widerstand als Unzufriedenheit gegen die alltäglichen und die herrschenden Verhältnisse. Er stellt dies am Beispiel männlicher Jugendlicher aus der Arbeiterklasse dar: Die Jugendlichen lehnen sich gegen die als ungerecht empfundenen Lebensumstände auf. Die Schule ist dabei die Institution, die in der angeblich klassenlosen Gesellschaft suggeriert, die Arbeiterkinder können die Arbeiterklasse verlassen, wenn sie sich bemühen. Doch diese lehnen Schule ab, lehnen sich gegen die herrschenden Bedingungen und die vorherrschenden Ideologien auf. Ihr kultureller Rahmen leugnet, dass Bildung für Arbeiter eine Perspektive bringt, und ihre Situation bestätigt dies, sie ist erfahrene Chancenlosigkeit. Die Jugendlichen greifen dabei das System nicht als solches an, sie fordern nicht ihre Chancengleichheit, kämpfen nicht für die Durchsetzung ihrer langfristigen Interessen. Stattdessen entwickeln sie Gegenstrategien, um ihre Situation zu bejahen, zum Beispiel indem sie ihre Männlichkeit durch Sexismus und Rassismus aufwerten und sich dem Bildungssystem verweigern. So richten sie sich mit ihren ursprünglich widerständigen Strategien in dem herrschenden System ein. Ihr Widerstand wird zur eigenen Beschränkung – sie lernen nichts und ändern ihre Situation nicht.

## Widerstand im philosophischen Diskurs

### Michel Foucault: Widerstand als Gegenpol zur Macht
Michel Foucault erklärt Widerstand als Gegenpol zur Macht. Machtverhältnisse können nur durch eine Vielfalt von Widerstandspunkten existieren, diese sind im Machtnetz präsent sowohl als Gegner wie auch als Stützpunkte, als Einfallstore oder Zielscheiben.

„Darum gibt es im Verhältnis zur Macht nicht den einen Ort der Großen Weigerung – die Seele der Revolte, den Brennpunkt der Rebellionen, das reine Gesetz des Revolutionärs. Sondern es gibt einzelne Widerstände: mögliche, notwendige, unwahrscheinliche, spontane, wilde, einsame, abgestimmte, kriecherische, gewalttätige, unversöhnliche, kompromissbereite, interessierte oder opferbereite Widerstände, die nur im strategischen Feld der Machtbeziehungen existieren können. […] Und wie der Staat auf der institutionellen Integration der Machtbeziehungen beruht, so kann die strategische Codierung der Widerstandspunkte zur Revolution führen.“

### Antonio Gramsci: Widerstand als revolutionäre Utopie
Antonio Gramsci bezeichnet Widerstand als revolutionäre Utopie, die dadurch wächst, dass sie durch die Subjekte in die Köpfe der Menschen und in die Gesellschaft getragen wird: als Kampf um Hegemonie in der Zivilgesellschaft, als Verknüpfungszentren im Ensemble ihrer Verhältnisse. Grundlage dabei ist Gramscis Theorie vom bewusst handelnden Menschen, die er aus Karl Marx’ Thesen über Feuerbach entwickelt hat. Aus der Wechselbeziehung zwischen menschlichem Bewusstsein und gesellschaftlicher Praxis geht das Individuum eine Teilhabe an Organismen ein, derer er sich tätig bewusst ist. „Daher kann man sagen, dass jeder in dem Maße selbst anders wird, sich verändert, in dem er die Gesamtheit der Verhältnisse, deren Verknüpfungszentrum er ist, verändert, wobei unter Umwelt das Ensemble der Verhältnisse zu verstehen ist, die jeder einzelne eingeht.“
Die Individuen erlangen ihre Identität durch ihr Handeln, indem sie sich in, aber auch mit ihren Verhältnissen bewegen, die Widersprüche darin aufnehmen und sich dazu verorten. Die kapitalistische Gesellschaft ist von Hegemonie durchdrungen, wodurch es einer Klasse gelingt, die Einzelnen in Abhängigkeitsverhältnissen zu verorten. Dies geschieht in erster Linie nicht über Zwang, sondern über eine Art gesellschaftliche Autorität, die die Individuen in zentrale Strukturen und Institutionen bindet und sie somit in Zustimmung zur herrschenden Ordnung verhält. Der Raum dieser Zustimmung ist die vermeintlich außer-herrschaftliche Sphäre, deren Hauptfunktion es ist, den Konsens der Unterdrückten mit den Werten der herrschenden Klasse zu gewährleisten. Dies ist die Zivilgesellschaft, die einerseits das Gleichgewicht der Hegemonie erhalten muss, in einer stetigen Reproduktion der Zustimmung, und zudem zum Ort des Kampfes um Befreiung wird.
Der Widerstand, der der Kampf um Hegemonie ist, braucht „die Herzen und die Köpfe“ der Individuen: Die Subjekte sind der Ausgang der Veränderung, auf der Grundlage des bewusst handelnden Menschen. Aber ebendies heißt auch, dass die Individuen auf die Kollektivität angewiesen sind, um in den Prozessen ihrer Handlungen Widersprüche aufzudecken und Kritikfähigkeit zu entwickeln, in dem Sinne, dass sie die Verknüpfungszentren im Ensemble ihrer Verhältnisse sind.

### Pierre Bourdieu: Widerstand als kollektiver Prozess
Pierre Bourdieu hat Widerstand recht praktisch definiert: Widerstand entsteht dann, wenn die Konkurrenzkämpfe überwunden werden zugunsten von Kämpfen, die die herrschende Ordnung in Frage stellen: durch reale, effektiv mobilisierte Kräfte, praktische Klassen, die kollektiv und öffentlich im sozialen Feld zu agieren beginnen.